# Arctia wrighti
Arctia wrighti là một loài bướm đêm thuộc phân họ Arctiinae, họ Erebidae.